# Ступа Просветления в усадьбе Лопухиных
Ступа Просветления или Ступа Трёх Драгоценностей, находящаяся во дворе усадьбы Лопухиных в Москве, была построена в 2008 году. До открытия в 2017 году ступы в Отрадном являлась единственной недекоративной ступой Москвы.

## Строительство ступы
Строительство ступы было инициировано общественной организацией «Международный центр Рерихов», которая занимала здание усадьбы Лопухиных до 2016 года. Дарителями выступили непальский монастырь Цеванг Джанчуб Гацеллинг, Тибетский дом в Москве, а также частные лица. 
Открытие ступы произошло 18 июня 2008 года в рамках фестиваля «Россия — Индия — Тибет». МЦР оформил ступу как часть экспозиции, посвященной 80-летию завершения Центрально-Азиатской экспедиции Рерихов, в том числе и потому, что в ступе находятся частицы мощей Будды (шарира), которые археологи до сих пор находят в различных частях Центральной Азии. Во всех буддийских странах шарира почитается как национальное достояние.

## Угроза сноса
После передачи здания усадьбы в фонд Государственного музея Востока Шаджин-лама Калмыкии Э. Б. Омбадыков и Камбы-лама Тывы Лопсан Чамзы обратились с открытым письмом к президенту Путину, в котором высказались в защиту ступы, оказавшейся под угрозой сноса из-за статуса самостроя.